# Dairy Queen
Dairy Queen (afgekort tot DQ) is een Amerikaanse fastfoodketen, met name bekend om zijn softijs. De keten is eigendom van International Dairy Queen, Inc. Op 22 juni 1940 opende oprichter Sherb Noble de eerste Dairy Queen in Joliet, Illinois. Vanaf dat moment bood het een grote hoeveelheid aan bevroren ijsproducten aan, zoals softijs.
Het huidige hoofdkantoor van DQ bevindt zich in Bloomington, Minnesota.

## Geschiedenis
Het idee om softijs te serveren werd in 1938 voor het eerst bedacht door John Fremont McCullough. Hij overtuigde zijn vriend Sherb Noble (die een ijswinkel had) om het softijs aan te bieden aan zijn klanten. Op de eerste dag verkocht Noble meer dan 1600 porties van het nieuwe dessert. Omwille van dat succes openden Noble en de McCulloughs in 1940 hun eerste Dairy Queen in Joliet, Illinois. Tot op de dag van vandaag is dit gebouw nog altijd aanwezig in de stad. 
Sinds 1940 gebruikt de keten een franchisesysteem om wereldwijd sneller uit te kunnen breiden. Historische momenten qua aantal DQ: tien restaurants in 1941, honderd restaurants in 1947 en 2.600 in 1955. Texas is de staat met de meeste Dairy Queen-restaurants en Minnesota heeft de meeste Dairy Queen-restaurants per persoon. De eerste winkel in buiten de Verenigde Staten werd in 1953 in Melville, Canada geopend.
In de jaren negentig kochten investeerders enkele Dairy Queens over die individueel eigendom waren, met de doel de winst te vergroten door schaalvoordelen. Het bedrijf "Vasari, LLC" werd de op één na grootste Dairy Queen-operator in het land en exploiteerde meer dan 70 Dairy Queens in Texas, Oklahoma en New Mexico. Omdat men zoveel Dairy Queens in een keer wilde openen, bleek er een tal van restaurants niet winstgevend te zijn. Hierdoor sloten deze niet-rendabele restaurants. Op 30 oktober 2017 heeft de Vasari LLC het faillissement aangevraagd waardoor er 29 Dairy Queens op één dag tijd moesten sluiten.
Op het einde van 2014 zijn er meer dan 6.400 Dairy Queens in meer dan 25 landen. Ongeveer 70% van alle locaties is gevestigd in de Verenigde Staten.

## Producten
In de jaren vijftig breidden Dairy Queen hun assortiment uit met milkshakes, slushes en banana split's. In de jaren zestig kwamen er ook warme gerechten bij, zoals onder andere hamburgers, maar werden er ook dingen toegevoegd aan het softijs, zoals een laagje chocolade, pindanoten en vanillesiroop. Tegen de jaren tachtig werd de 'Breeze' gelanceerd, evenals een 'Blizzard' en de 'Chicken Strip Basket'.
De meeste Dairy Queen-restaurants serveerden Pepsi-producten, ook al was zo'n contract niet verplicht voor de franchisenemer. Hierdoor kwam het voor dat sommige locaties Coca-Cola-producten serveerden. Dairy Queen was een van de laatste grote restaurantketen zonder een frisdrankcontract. In 2015 kwam daar echter een einde aan toen alle DQ-winkels overstapten op Coca-Cola.

### Blizzard

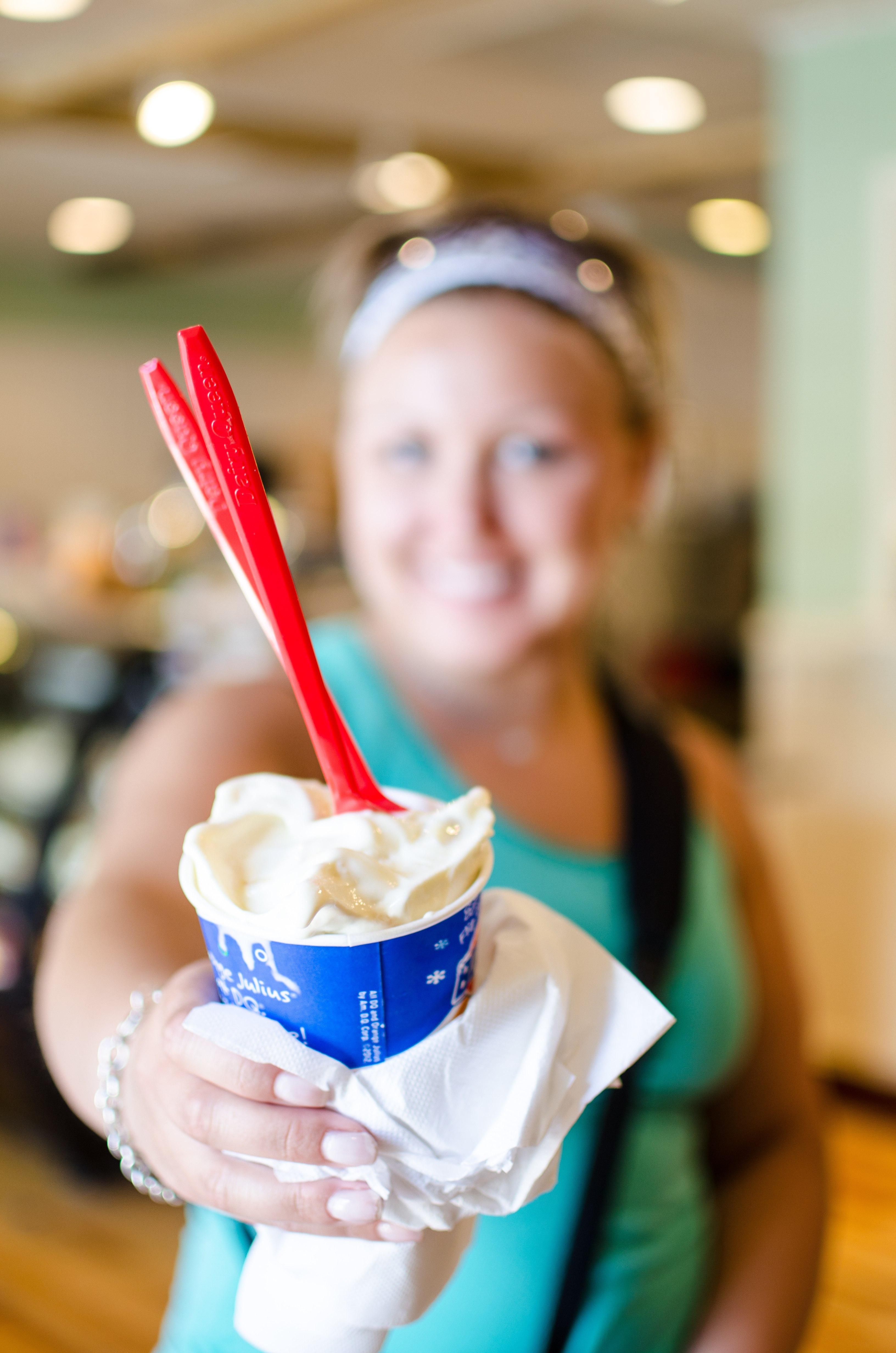
Iemand die een Blizzard vast heeft.

Een van de bekendste Dairy Queen-items is de Blizzard, die met een machine wordt gemengd met verschillende ingrediënten, zoals ijscoupe-toppings en stukjes koek, brownies of snoep. Sinds de introductie van de Blizzard in 1985 verkocht het bedrijf wereldwijd elk jaar meer dan 100 miljoen Blizzards. Populaire smaken in de Verenigde Staten zijn onder meer Oreo-koekjes, koekjesdeeg met chocoladeschilfers, M&M's, Reese's Peanut Butter Cups en Butterfingers. Seizoensgebonden smaken zijn ook beschikbaar, zoals de smaak "Pumpkin Pie" tijdens de herfst en Halloween, alsook de smaak van suikerspin tijdens de zomer.
Tijdens het 25-jarig jubileum van de Blizzard werden er uitzonderlijk twee nieuwe smaken uitgebracht: "Strawberry Golden Oreo Blizzard" en "Buster Bar Blizzard". De smaak "Salted Caramel Truffle" werd uitgebracht in 2015 omwille van het 30-jarig bestaan van de Blizzard gecombineerd met het 75-jarig jubileum van Dairy Queen. Al deze smaken waren tijdig en zijn tot op de dag van vandaag niet meer terug te vinden in de Dairy Queen-restaurants.
De naam "Blizzard", wat letterlijk vertaald "sneeuwstorm" betekend, heeft zijn naam te danken aan het feit dat het product zo koud is dat ze ondersteboven kunnen worden gehouden zonder te morsen. Medewerkers van de keten kunnen dit tijdens het serveren demonstreren aan klanten. Volgens het bedrijfsbeleid moet er minstens een Blizzard per bestelling ondersteboven gedraaid worden door de medewerker. Als dit niet gebeurt, dan kan de klant een kortingsbon voor een gratis Blizzard aanvragen om bij hun volgende bezoek te gebruiken.

## Logo's
Het originele Dairy Queen-logo van 1940 tot 1960 was een eenvoudig tekstbord met een softijsje aan het uiteinde. Aan het eind van de jaren vijftig werd er een algemeen ontwerp met rode ellips aangenomen. De oorspronkelijke vorm was asymmetrisch, waarbij een van de zijkanten een grotere vorm had dan de andere.
Hoewel de naam "Dairy Queen" en "DQ" al tientallen jaren door elkaar werd gebruikt werd er in 2001 beslist dat "DQ" de officiële naam van het bedrijf zou worden. Het lettertype van het nieuwe logo bleef hetzelfde als het origineel.
Toen Dairy Queen begin 2007 het logo moderniseerde, wijzigde het zijn lettertype en zette de letters cursief. Beide kanten van de ellips werden symmetrisch en het bedrijf voegde ook twee booglijnen toe. Een oranje om het warme voedsel (zoals de hamburgers en de Chicken Strip Basket) aan te geven en een blauwe om zijn ijsproducten (zoals de Blizzard) weer te geven. In het nieuwe ontwerp werd het geregistreerde merksymbool verplaatst naast de letter "Q".

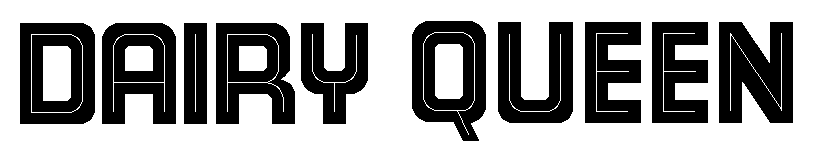
1940 - 1960
1960 – 2001
2001 - 2007
2007 - heden